# 第八季超級籃球聯賽新人選秀會
2010年第8季SBL超級籃球聯賽新人選秀會為超級籃球聯賽（SBL）在第8季SBL開打之前舉辦的第4屆新人選秀會，於2010年9月1日舉行。本屆新人選秀會共有23人參與，最終有11人獲選，由桑一慶成為選秀狀元。

## 選秀結果
本屆新人選秀會採S型選秀。
| [ 3 ]   | 臺銀   | 金酒   | 台灣大 | 台啤   | 璞園   | 達欣   | 裕隆   |
| ------- | ------ | ------ | ------ | ------ | ------ | ------ | ------ |
| 第一輪→ | 桑一慶 | 周柏臣 | 李德威 | 賴國維 | 黃文鉅 | 羅文豪 | 劉元凱 |
| 第二輪← | 放棄   | 黃志德 | 放棄   | 放棄   | 放棄   | 林育揚 | 陳哲語 |
| 第三輪→ | 不適用 | 陳鑫堯 | 不適用 | 不適用 | 不適用 | 放棄   | 放棄   |

## 參加名單
- 周柏臣
- 羅文豪
- 李德威
- 劉元凱
- 賴國維
- 桑一慶
- 陳哲語
- 黃志德
- 鍾政憲
- 袁宏汶
- 盧佑任
- 蘇裕勝
- 黃昶珽
- 黃士華
- 孫志祥
- 林育揚
- 許浩銘
- 邱繼偉
- 黃文鉅
- 鍾積慶
- 藍仲玄
- 陳鑫堯
- 林祐偉

參考資料：